# Czechosłowacka Partia Socjalistyczna

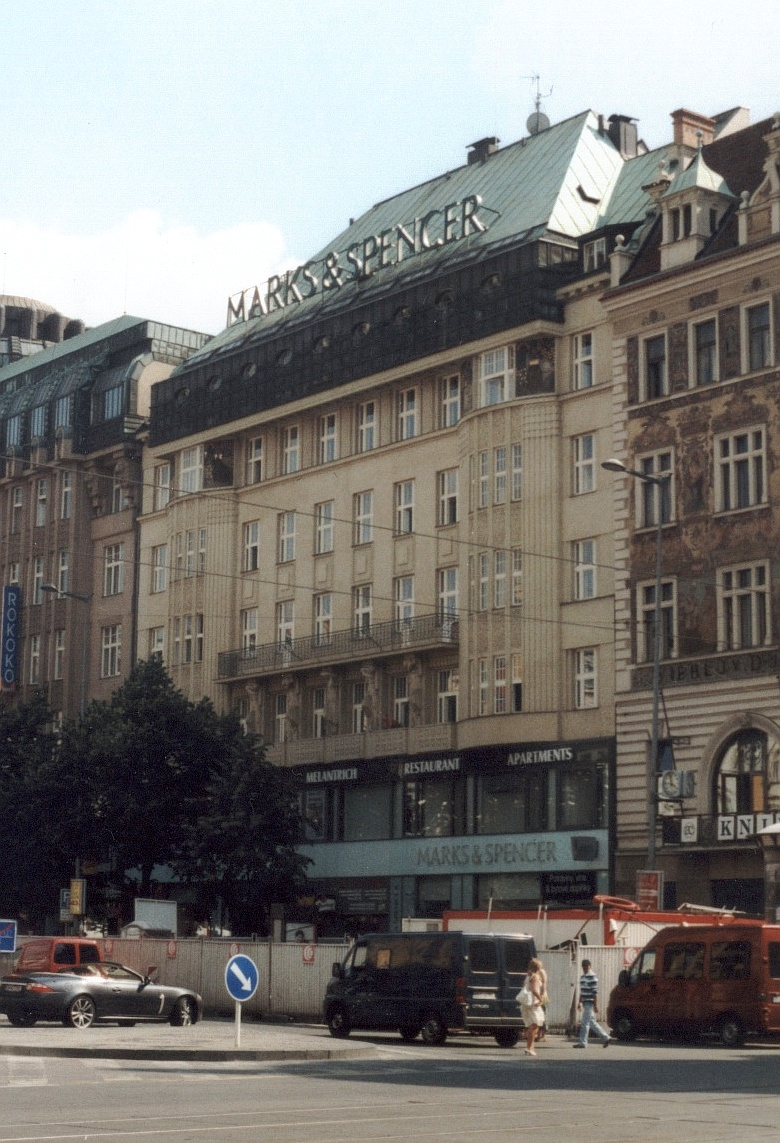
Siedziba partyjnego wydawnictwa „Melantrich”

Czechosłowacka Partia Socjalistyczna (czes. Československá Strana Socialistická, ČSS) – czechosłowacka partia polityczna działająca w Czechach i na Morawach w latach 1948–1990 jako część składowa Bloku Demokratycznego i Frontu Narodowego.

## Historia
Partia powstała po przejęciu władzy przez komunistów w lutym 1948 z przekształcenia Czechosłowackiej Partii Narodowo-Socjalistycznej. Była częścią tworzonego przez Komunistyczną Partię Czechosłowacji Frontu Narodowego. Formalnie niezależna, w praktyce całkowicie podległa KPČ, próbowała profilować się na ugrupowanie centrowe (centrolewicowe) występujące w obronie interesów rzemiosła, drobnej wywórczości i handlu oraz za współpracą krajów socjalistycznych, a po 1975 również państw europejskich o odmiennych systemach społeczno-politycznych. Skupiała rzemieślników, kupców, inteligencję pracującą i nielicznych chłopów.
Partia reprezentowana była w Zgromadzeniu Narodowym (od 1968 w Federalnym Zgromadzeniu Ludowym), Radzie Ministrów oraz radach terenowych. We wszystkich tych instytucjach funkcjonowała jako młodszy partner KPC.
Na skutek przeobrażeń w krajach socjalistycznych w 1989 (tzw. Jesieni Narodów) ugrupowanie próbowało się uniezależnić od komunistycznego protektora korygując program społeczny, gospodarczy i polityczny. Uczestniczyło w rozmowach okrągłego stołu w grudniu 1989 opowiadając się za przemianami w duchu demokratycznym (przedstawiciel ČSS Jaroslav Šafařík był wówczas przewodniczącym Czeskiej Rady Narodowej). Na XXIV zjeździe z 16–18 marca 1990 dokonało się zjednoczenie ČSS z nawiązującą do tradycji lat 1897–1948 emigracyjną Czechosłowacką Partią Narodowo-Socjalistyczną. Wybrano nowego przewodniczącego: Jiříego Vyvadila. Wiceprzewodniczącym został dotychczasowy szef Jan Škoda. Partia wystartowała w wyborach z 8 czerwca 1990 z socjaldemokratyczną platformą programową, jednak nie przekroczyła progu 3% i jej przedstawiciele nie znaleźli się w parlamencie (na Słowacji ugrupowanie uzyskało mniej niż 1 promil głosów).
Po 1991 partia powróciła do nazwy sprzed 1948, jednak nie odzyskała wpływów w społeczeństwie – poza wyborami z 1992, gdy jej przedstawiciele weszli do Rady Narodowej Czech z listy Unii Liberalno-Społecznej (czes. Liberálně sociální unie, LSU), która uzyskała 6,52% głosów wyborców.

## Kontakty międzynarodowe
Na forum międzynarodowym ČSS utrzymywała związki z Liberalno-Demokratyczną Partią Niemiec i Stronnictwem Demokratycznym, jak również Demokratyczną Partią Korei, Chińską Ligą Demokratyczną (z ChRL) i Demokratyczną Partią Wietnamu.

## Prasa
Ugrupowanie dysponowało własnym majątkiem (kamienicami w centrach miast), wydawnictwem („Melantrich”, w latach pod nazwą 1957–1968: Svobodné slovo–Melantrich, Svobodné slovo) oraz prasą: dziennikiem „Svobodné slovo”, tygodnikiem „Ahoj na subotu” i biuletynem informacyjnym „Demokrat”.

## Przewodniczący
- Alois Neuman (1960–1968)
- Bohuslav Kučera (1968–1989)
- Jan Škoda (1989–1990)
- Jiří Vyvadil (1990)
- Milan Adam (1990)